# Вінченцо Пінколіні
Вінче́нцо Пінколі́ні (італ. Vincenzo Pincolini; нар. 15 липня 1954, Фіденца, Італія) — колишній італійський легкоатлет (біг з перешкодами), чемпіон Італії. В подальшому тренер з легкої атлетики та фізичної культури. Спеціалізувався на роботі з футбольними клубами.

## Біографія
Народився у місті Фіденца (провінція Парма), що в Італії. Займався легкою атлетикою, а саме бігом на 400 метрів з бар'єрами. У 1972 році став чемпіоном Італії, викликався до лав збірної країни.
У 1978 році почав працювати тренером з легкої атлетики у молодіжній збірній Італії, а вже через два роки пов'язав свою тренерську кар'єру з футболом, відгукнувшись на пропозицію керівництва «Парми» обійняти посаду тренера з фізпідготовки. Разом з цим клубом він виграв два юнацькі чемпіонати.
У 1987 році разом з тодішнім тренером «пармезанців» Арріго Саккі перейшов до італійського «Мілана». Надалі працював у легендарному клубі з Фабіо Капелло. У складі «Мілана» тричі ставав переможцем чемпіонатів Італії, п'ять разів вигравав Кубків Італії, тричі Кубки Чемпіонів УЄФА, двічі Міжконтинентальні Кубки та інші турніри. У Мілані Пінколіні пропрацював до 1998 року.
В цей же період він працював і у збірній Італії, що брала участь у двох Чемпіонатах світу (1994, 1998) і чемпіонаті Європи 1996 року в Англії.
Протягом наступних 10 років кар'єра Вінченцо Пінколіні так чи інаше була пов'язана з видатними італійськими футбольними наставниками. Так після роботи у «Мілані» Вінченцо знову приєднався до Саккі, але цього разу вже у складі тренерського штабу мадридського «Атлетіко». А вже за рік він допомагав Капелло у «Ромі». Далі був період роботи з Марчелло Ліппі, який на той час тренував «Інтер», та повернення до «Мілану» як помічника спочатку Чезаре Мальдіні, а згодом Карло Анчелотті. Нарешті у 2004 році Пінколіні повернувся туди, звідки починав — до «Парми».
З 2000 по 2003 рік викладав в університетах Риму та Парми. Публікував навчальні посібники та писав статті для відомих футбольних та спортивних видань.
У жовтні 2007 року Вінченцо прийняв пропозицію київського «Динамо», ставши першим іноземним тренером з фізпідготовки у київському клубі. Разом з українським грандом Пінколіні став чемпіоном країни та дійшов до півфіналу Кубку УЄФА, однак у 2009 році в «Динамо» відбулася зміна тренера і новий наставник киян Валерій Газзаєв мав дещо інші погляди на тренувальний процес своєї команди, тож італійський тренер залишив клуб нібито у зв'язку з сімейними проблемами та повернувся до Італії.
Щоправда, зовсім скоро він опинився у московському «Локомотиві», який тренував Юрій Сьомін, відомий Пінколіні за співпрацею в «Динамо». У столиці Росії увесь тренерський штаб Сьоміна через конфлікт з керівництвом клубу довго не затримався і вже 12 січня 2011 року почав діяти новий контракт Вінченцо Пінколіні з київським «Динамо», куди тренери «Локомотива» повернулися після проваленого Валерієм Газзаєвим сезону.
В травні 2011 Вінченцо отримав ще одну цікаву пропозицію, на яку одразу ж погодився. Відтоді й до серпня того ж року він суміщав роботу в клубі з підготовкою гравців збірної України у складі тренерського штабу Олега Блохіна.
Наприкінці травня 2013 року Вінченцо Пінколіні залишив київський клуб та повернувся на Батьківщину, де продовжив роботу у Італійській федерації футболу на посаді координатора тренерів з фізпідготовки національної та молодіжної збірних країни.

## Вибрана бібліографія
- Vincenzo Pincolini. Corse a ostacoli. — Milano : Sperling & Kupfer, 1987. — 94 с. — ISBN 9788820006297.
- Giancarlo Palmieri, Vincenzo Pincolini, Amos Casti. Doping 2004. — MNL, 2004. — 48 с. — ISBN 9788890123030.